# Обстріли Ковеля
Обстріл Ковеля — серія ракетних ударів, здійснених російськими військами по місту Ковель Волинської області.

## Історія

### Травень
3 травня голова Волинської ОДА заявив про отримання інформації про можливий ракетний обстріл міста 4-5 травня, обстрілу не відбулося.

### Жовтень
22 жовтня о 9:00 піднімався стовп диму після вибухів. Мер Ковеля Ігор Чайка підтверди роботу аварійних служб.
Внаслідок обстрілу мешканці залишилися без електропостачання та водопостачання.
Згодом росіяни повторно атакували місто, вдаривши по об'єкту енергетичної інфраструктури.

### Листопад
15 листопада росіяни знову атакували об'єкт енергетичної інфраструктури. Попередньо без жертв.